# Milagres do Maranhão
Milagres do Maranhão est une municipalité brésilienne située dans l'État du Maranhão.